# Азадовский, Марк Константинович
Марк Константи́нович Азадо́вский (также публиковался под псевдонимом М. К. Константинов; 6 [18] декабря 1888, Иркутск, Российская империя — 24 ноября 1954[…], Ленинград, РСФСР, СССР) — русский и советский фольклорист, литературовед, этнограф и библиограф

. Доктор филологических наук (1934). Член Союза писателей СССР (с 1934).

## Биография
Родился 6 (18) декабря 1888 года в Иркутске в крещёной еврейской семье; отец, Абрам Иосифович (после крещения — Константин Иннокентьевич) Азадовский (1867—1913), был мелким чиновником (коллежским регистратором, письмоводителем в Управлении окружного инженера Приморского горного округа, позже работал в Северном страховом обществе); мать — Вера Николаевна Тейман (в замужестве Азадовская; 1870—1950 или 1951) — занималась надомным шитьём; дед по отцовской линии, Иосиф Абрамович Азадовский (первоначально Озадовский, 1841—1897), уроженец Бердичева, был в 1852 году призван в школу кантонистов, а впоследствии, поселившись в Иркутске, стал переплётчиком, имел собственное переплётное заведение; дед по материнской линии был ссыльным (умер задолго до рождения внука). Его сёстры — Лидия Константиновна Райцина (1894—1920) и Магдалина Константиновна Крельштейн (1899—1978, её внук — архитектор Марк Меерович). Двоюродный брат — торгпред СССР в Италии Михаил Абрамович Левенсон (1888—1938). Сын двоюродной сестры (заслуженного врача РСФСР Евгении Израилевны Волыновой) — космонавт Борис Валентинович Волынов, сын другой двоюродной сестры (Шимы Абрамовны Левенсон) — доктор экономических наук Энох Яковлевич Брегель.
Среднее образование (1896—1907) получил в Иркутской мужской классической гимназии. В 1907 году был арестован за членство в Союзе учащихся Иркутска и ученическом кружке «Братство», а также за хранение революционной литературы. Был освобождён за недоказанностью обвинения. Отец на время увёз его в Хабаровск, благодаря чему удалось избавиться от полицейского надзора, получить свидетельство о благонадёжности и поступить в Императорский Санкт-Петербургский университет, где Азадовский обучался с 1907 по 1913 год. Во время обучения начал этнографическую деятельность, участвовал в этнографических экспедициях Общества изучения Сибири. Его наставниками по научной работе были А. А. Шахматов, И. А. Шляпкин, С. А. Венгеров, Л. Я. Штернберг.
В 1913—1914 годах по поручению Отделения русского языка и словесности Императорской Академии наук осуществил экспедицию по Восточной Сибири и Амуру. Летом 1915 года Этнографическим отделом Русского географического общества и Отделением русского языка и словесности при Академии наук был командирован в Верхнеленский край для собирания этнографических и фольклорных материалов. Записал около ста сказок в селениях по реке Куленга, в том числе от Н. О. Винокуровой (село Челпаново), двадцать две из которых были опубликованы в работе «Сказки Верхнеленского края» (Иркутск, 1925; чешский фольклорист и этнограф Йиржи (Юрий Иванович) Поливка в 1928 году издал второй выпуск «Верхнеленских сказок»).
В начале мая 1918 года выехал из Петрограда в очередную поездку в Сибирь в расчёте на то, что пробудет там всего лишь два месяца, однако командировка продлилась три года. В Томском университете, в котором он работал до 1921 года, Азадовский вёл самостоятельную научно-педагогическую работу, был профессором. Во время его отсутствия в Петрограде погибла бо́льшая часть собранных им ранее этнографических материалов (в частности, около половины записанных сказок), в том числе из экспедиции на Лену, которые были отданы им на хранение, как и всякий раз при отъездах из Петрограда, в один из банковских сейфов, а затем были выброшены оттуда, смешаны с другими бумагами и, «вероятно, сгнили в одном из банковских подвалов» (остальные материалы спасло лишь то, что они не поместились в сейф и хранились в иных местах).
В 1919 году, в период гражданской войны в России, в журнале «Сибирские записки» появилась его статья «Задачи сибирской библиографии» (вышла также отдельным оттиском). Первый выпуск «Трудов Общества этнографии, истории и археологии при Томском университете» (1920) опубликовал «Обзор библиографии Сибири» Азадовского, в котором отражено 133 разных библиографических источника, касающихся Сибири. С 1923 года печатался в журнале «Сибирские огни».
В 1921—1923 годах работал в Чите профессором Государственного института народного образования (ГИНО) — первого вуза в Забайкалье, также занимал должность помощника ректора. Создал историко-литературный кружок и библиологическое общество при Дальневосточной государственной публичной библиотеке.
В 1923—1930 годах — профессор, заведующий кафедрой истории русской литературы Иркутского университета. Преподавал также в Томском и Ленинградском университетах. В 1924—1925 годах был редактором журнала «Сибирская живая старина», литературного отдела «Сибирской советской энциклопедии», сотрудничал в сибирских литературных альманахах. Являлся членом Восточно-Сибирского отделения Русского географического общества.
В 1920-е годы издал ряд трудов по библиографии и истории литературы Сибири. Летом 1925 года выехал в экспедицию в Тункинский край. В том же году награждён Русским географическим обществом золотой медалью имени П. П. Семёнова-Тян-Шанского.
С 1930 года жил в Ленинграде. В 1930—1933 годах был профессором Государственного института речевой культуры. В 1942—1945 годах — профессор Иркутского государственного университета. В эвакуации в Иркутске создал Общество истории литературы, языка и этнографии (в оргбюро, помимо Азадовского, были включены ректор Иркутского университета Н. С. Шевцов, филолог С. Я. Лурье, писатель Г. Ф. Кунгуров и историк М. А. Гудошников). В 1931—1942, 1945—1949 — руководитель фольклорных отделений Государственного института истории искусств, Института по изучению народов СССР, Института русской литературы (Пушкинский Дом).
В 1948—1949 годах, попав под идеологическую кампанию борьбы с космополитизмом (наряду с его коллегами В. М. Жирмунским, Г. А. Гуковским и Б. М. Эйхенбаумом), был уволен из Ленинградского университета, где он заведовал кафедрой фольклора, а также из Пушкинского Дома. Будучи полностью отстранён от преподавания, он, однако, не был лишён возможности публиковаться, хотя вынужден был отойти от основной сферы своих научных интересов — фольклористики (поскольку его труды, посвящённые русскому народному творчеству, подверглись в 1949 году особенно жестокой критике) — и заняться другой областью научных интересов — декабристоведением, в итоге создав «ряд крупных декабристоведческих работ, во многом обогативших нашу науку». Сам Азадовский в письме к С. Ф. Баранову высказывался о травле в свой адрес следующим образом: «Обвинять меня в космополитических тенденциях возможно лишь при наличии определённой злой воли по отношению ко мне, и наличие последней легко обнаружить при сколько-нибудь внимательном анализе применяемых в данном случае приёмов».
Азадовский не отличался хорошим здоровьем. Тяжёлая болезнь горла, которая мешала ему полноценно вести преподавательскую деятельность, вынудила его оставить Иркутск. В 1928—1929 годах он проходил лечение в Ялте, а весной 1930 года переехал на постоянное проживание из Иркутска в Ленинград. Весной 1945 года он перенёс первый инфаркт, который, однако, не снизил его научно-исследовательской активности. После развёрнутой против него и его коллег травли на одном из «проработочных собраний» 1 апреля 1948 года почувствовал себя плохо и лишился чувств, что было описано О. М. Фрейденберг: «Фольклорист Азадовский, расслабленный и больной сердцем, потерял сознание на самом заседании, и был вынесен». Зимой 1950—1951 годов перенёс две урологические операции. 29 января 1953 года у него случился второй инфаркт, и после этого, по воспоминаниям его жены Лидии Владимировны, «начался постепенный уход из жизни, медленное умирание». Тем не менее, будучи прикованным к постели и находясь в тяжёлом физическом состоянии, он до конца не бросал работы, надиктовывая тексты сочинений своей жене. Умер 24 ноября 1954 года. Похоронен на Большеохтинском кладбище (уч. 8).

## Семья
Был женат дважды:
- Первая жена — Надежда Павловна (урождённая Фёдорова; 1897—1927)[39].
- Вторая жена — Лидия Владимировна (урождённая Брун, в 1-м браке — Шамрай; 02.02.1904—24.04.1985[40] или 1984[41]), историк и библиограф, закончила Феодосийскую женскую гимназию и Высшие курсы библиотековедения в Ленинграде, работала в Государственной публичной библиотеке. После смерти мужа приложила немало усилий для публикации его трудов[41]. Их сын — литературовед Константин Маркович Азадовский.

## Научные труды
Исследовал фольклор и этнографию русского старожилого населения Сибири. Центральное место в научных работах Азадовского занимали вопросы устного народного творчества. Итог его многолетней работы — капитальный труд «История русской фольклористики» (т. 1—2, М., 1958—1963). Список основных трудов:
- Ленские причитания. — Чита: [б. и.], 1922. — 128 с.
- Неизвестный поэт-сибиряк (Е. Милькеев). — Чита: Историко-литературный кружок при ГИНО в г. Чите, 1922. — 35 с.
- Сказки Верхнеленского края. — Иркутск: Восточно-Сибирское отделение РГО, 1925. — XLV + 144 с.
- Русская сказка. Избранные мастера (редакция и комментарии М. К. Азадовского). — М.—Л.: Academia (тип. им. Евг. Соколовой), 1932. — Т. 1—2.
- Литература и фольклор. Очерки и этюды. — Л.: Гослитиздат, 1938. — 296 с.
- Очерки литературы и культуры в Сибири. — Иркутск: Иркутское областное издательство, 1947. — 203 с.
- Затерянные и утраченные произведения декабристов: историко-библиографический обзор М. К. Азадовского // Литературное наследство. — М.: АН СССР, 1954. — Т. 59: Декабристы-литераторы. Кн. 1. — С. 601—777.
- Статьи о литературе и фольклоре / Предисловие Б. Н. Путилова. — М.—Л.: Гослитиздат, 1960. — 547 с.
- Страницы истории декабризма. — Иркутск: Восточно-Сибирское книжное издательство, 1991—1992. — Т. 1—2.
  - Кн. 1. — 491 с. — ISBN 5-7424-0349-6.
  - Кн. 2. — 426 с. — ISBN 5-7424-0350-X.
- Сибирские страницы. Статьи, рецензии, письма  / Сост., предисл. и прим. Н. Н. Яновского. — Иркутск: Восточно-Сибирское книжное издательство, 1988.

## Награды
- орден Трудового Красного Знамени (10.06.1945) за выдающиеся заслуги в развитии науки в связи с 220-летием АН СССР[42].